# In the End
In The End va ser el tercer senzill del disc de Linkin Park Hybrid Theory. Va ser llançat l'any 2001, i va captivar un gran èxit entre el públic, convertint aquesta cançó, en una de les més conegudes del grup. Va ser el número 1 a U.S Modern Rock Tracks i el número 2 a U.S Billaboard Hot 100.